# Calicnemia eximia
Calicnemia eximia is een libellensoort uit de familie van de Breedscheenjuffers (Platycnemididae), onderorde juffers (Zygoptera).
De soort staat op de Rode Lijst van de IUCN als niet bedreigd, beoordelingsjaar 2009.
De wetenschappelijke naam van de soort werd voor het eerst geldig gepubliceerd in 1863 door Selys als Platycaemis (Calicnemia) eximia.